# در جستجوی آزادی
در جستجوی آزادی (به انگلیسی: Chasing Liberty) فیلمی کمدی رمانتیک است محصول سال ۲۰۰۴ و به کارگردانی اندی کادیف است. در این فیلم بازیگرانی همچون مندی مور، متیو گود، جرمی پیون، آنابلا شورا، کارولین گودال، مارک هارمون، استارک سندز، بیتریس روزن و میریام مارگولیس ایفای نقش کرده‌اند.

## خلاصه داستان
«آنا فاستر» هجده ساله مثل خیلی از جوانهای آمریکایی یک رؤیای قلبی دارد و آن دست یافتن به آزادی مطلق است، چیزی که تمام هوش و حواس او را درگیر خود کرده‌است. اما آیا تنها فرزند رئیس‌جمهور آمریکا می‌تواند هر کاری که دلش می‌خواهد انجام دهد؟ زیرا جزئی‌ترین مسائل زندگی آنا توسط افرادی خبره و…